# Wapen van Zuiveringsschap Drenthe

Het wapen van Zuiveringsschap Drenthe

Het wapen van Zuiveringsschap Drenthe werd op 18 december 1972 per Koninklijk Besluit aan het Zuiveringsschap Drenthe toegekend. Het zuiveringschap ontstond in 1970 en besloeg de gehele provincie Drenthe. Toen het zuiveringsschap in 2000 opging in verschillende waterschappen werd ook het wapen buiten gebruik genomen. Geen van de vier waterschappen heeft een of meer van de wapenstukken opgenomen in het eigen wapen.
Het wapen heeft niet het wapen van Drenthe als basis, maar de vlag. Dit komt doordat een afgeleide van het provinciewapen vrijwel niet mogelijk was. Als toevoeging, en om duidelijk te maken dat het om een wapen van een waterschap gaat, is er een blauwe schildzoom om het wapen geplaatst.

## Blazoenering
De blazoenering van het wapen luidde als volgt:
In zilver twee versmalde dwarsbalken, vergezeld van zes vijfpuntige sterren, geplaatst 2, 2 en 2, alles van keel, met tussen de beide middelste sterren een geopende burcht van sabel; een schildzoom van azuur. Het schild gedekt met een gouden kroon van drie bladeren en twee parels.
Het wapen is van zilver met daarop twee rode dwarsbalken. De dwarsbalken verdelen als het ware het schild, waardoor er een schildhoofd, middenstuk en schildvoet ontstaan. In het schildhoofd en de schildvoet staan twee rode sterren met vijf punten. In het middenstuk flankeren nog eens twee gelijke sterren een zwarte burcht. Om het schild heen loopt een blauwe schildzoom.

## Vergelijkbare symboliek
Het wapen is vergelijkbaar met de provinciale vlag, het is daar eveneens op gebaseerd.

De vlag van Drenthe

Drentse Aa ·
Amsterdamscheveld ·
Bargerbeek ·
Eemszijlvest ·
Emmer-Erfscheidenveen ·
Hesselte ·
Hunze en Aa ·
Loo- en Drostendiep ·
Meppelerdiep ·
Middenveld ·
De Monden ·
Nijeveen-Kolderveen ·
Noordenveld ·
Oostermoerse Vaart ·
De Oude Vaart ·
Reest en Wieden ·
Riegmeer ·
De Runde ·
Smilde ·
't Suydevelt ·
De Veenmarken ·
De Vledder en Wapserveense Aa ·
Weerdinge ·
De Wold Aa ·
Wold en Wieden ·
Zuiveringsschap Drenthe